# リヒテンシュタインのイスラム教
本項目では、リヒテンシュタインのイスラム教について記述する。
2009年のピュー研究所の調査によると、リヒテンシュタインには約2,000人のトルコ系などのムスリム（イスラム教徒）が居住しており、これは全人口の約4.8％に相当する。
2004年、政府はムスリムコミュニティを社会へ溶けこませるため、作業部会を設立した。国立図書館との協力において、作業部会は一般市民に対し、イスラム教に関する書籍と同様に、トルコ語による書籍にも簡単に触れることができるようにした。
作業部会の提案により、政府は2006年、ムスリムコミュニティに対し20,000USドル（25,000スイスフラン）の寄贈を行った。
2001年以降、政府はムスリムコミュニティに対し、1人のイマームの滞在許可証の認可を行い、さらにラマダーンの期間中は追加でもう一人のイマームにも短期間の滞在許可証を発行するとした。政府はイマームによる宗教的な非難もしくは宗教的な過激主義傾向の拡大を防ぐため、トルコ人協会とイスラムコミュニティの両方の合意と引き換えにイマームに対し常に査証を認可するという政策を実行している。